# Cornelia Pfohl
Cornelia Pfohl, nemška lokostrelka, * 23. februar 1971.
Sodelovala je na lokostrelskem delu leta 1996, leta 2000 in leta 2004.